# Nashville (Kansas)
Nashville és una població dels Estats Units a l'estat de Kansas. Segons el cens del 2000 tenia 111 habitants.

## Demografia
Segons el cens del 2000, Nashville tenia 111 habitants, 45 habitatges, i 36 famílies. La densitat de població era de 194,8 habitants/km².
Dels 45 habitatges en un 26,7% hi vivien nens de menys de 18 anys, en un 71,1% hi vivien parelles casades, en un 6,7% dones solteres, i en un 20% no eren unitats familiars. En el 20% dels habitatges hi vivien persones soles el 8,9% de les quals corresponia a persones de 65 anys o més que vivien soles. El nombre mitjà de persones vivint en cada habitatge era de 2,47 i el nombre mitjà de persones que vivien en cada família era de 2,83.
Per edats la població es repartia de la següent manera: un 19,8% tenia menys de 18 anys, un 7,2% entre 18 i 24, un 27,9% entre 25 i 44, un 26,1% de 45 a 60 i un 18,9% 65 anys o més.
L'edat mediana era de 44 anys. Per cada 100 dones de 18 o més anys hi havia 93,5 homes.
La renda mediana per habitatge era de 31.250 $ i la renda mediana per família de 33.750 $. Els homes tenien una renda mediana de 26.875 $ mentre que les dones 19.688 $. La renda per capita de la població era de 15.613 $. Entorn de l'11,1% de les famílies i el 17,9% de la població estaven per davall del llindar de pobresa.

## Poblacions properes
El següent diagrama mostra les poblacions més properes.